# Deutsch-Nicaraguanische Bibliothek
Die Deutsch-Nicaraguanische Bibliothek und der Bücherbus Bertolt Brecht arbeiten seit 1993 beziehungsweise 1987 erfolgreich in Nicaragua.

## Die Deutsch-Nicaraguanische Bibliothek
Die Deutsch-Nicaraguanische Bibliothek ist eine öffentliche Präsenzbibliothek in Managua. Sie wurde im September 1993 gegründet und befand sich bis 2001 in den Räumen der Friedrich-Ebert-Stiftung in Managua. Am 16. März 2001 konnte ein eigenes, größeres Bibliotheksgebäude bezogen werden. Sie umfasst 463 Quadratmeter, hat einen großen Lesesaal mit 65 Benutzerplätzen, ein Büchermagazin, in dem derzeit über 14.000 Bücher ihren Platz gefunden haben. Davon sind 14 % Schulbücher, 33 % nationale und internationale Literatur, 15 % Kinder- und Jugendbücher, 38 % Sachbücher. 
Durchschnittlich besuchen täglich mehr als 150 Kinder und  Jugendliche die Bibliothek, um ihre Schularbeiten zu machen und zu lernen oder um im Kindersaal zu lesen, zu basteln oder zu spielen. In den nicaraguanischen Schulen gibt es kaum Schulbücher. Dieser Mangel wird in der Bibliothek ausgeglichen.
Die deutsch-nicaraguanische Bibliothek ist die einzige Bibliothek im Land, die einen umfassenden Bestand deutscher Literatur in spanischer Sprache hat, bestehend aus Literatur, Philosophie, Psychologie, Religion, Geschichte, Biographien, Jugendliteratur.

## Bücherbus Bertolt Brecht
Seit März 1987 versorgt der Bücherbus "Bert Brecht" vier Haftanstalten sowie umliegende Gemeinden mit Literatur.
Derzeit (Stand Juli 2010) werden die Haftanstalten in Granada, Matagalpa, Chinandega und das Frauengefängnis „La Esperanza“ angefahren. Die Gefängnisse Nicaraguas können kaum für die medizinische Versorgung oder die psychologische Betreuung der Gefangenen aufkommen – für Bildung noch weniger. Der Bücherbus macht möglich, dass sich die Häftlinge weiterbilden können. Daher sind besonders Bücher zur eigenen Lebensbewältigung, Selbsterkenntnis, Psychologie, Religion, Philosophie und beruflicher Weiterbildung gefragt. Gelesen werden auch die nationalen Dichter und internationale Literatur. Viele Gefängnisinsassen lernen erst in der Haft lesen und schreiben. Daher werden auch häufig Kinderbücher ausgeliehen.
Neben der Arbeit in den Gefängnissen fährt der Bücherbus auch in drei ländliche Gemeinden, um dort an Schulkinder auszuleihen. Für sie ist es oftmals der erste Kontakt mit Kinder- und Jugendliteratur. Die Bücher können einen Monat ausgeliehen werden.

## Die Geschichte des Projekts
- 1984, Mai: Erster Besuch von Projektgründerin Elisabeth Zilz in Nicaragua. Entwicklung der Idee eines Bücherbuses, um den Lesehunger nach der erfolgreichen Alphabetisierungskampagne zu stillen. Unterstützung des Projektantrages durch Ernesto Cardenal, dem damaligen Kulturministers Nicaraguas.[3]
- 1985, November: Einrichtung der Handbuchbinderei „Sophia Scholl“ in Managua durch eine deutsche Buchbinderin. Die Buchbinderei funktioniert heute noch.
- 1987, März: Inbetriebnahme des ersten Bücherbusses Marke „Robur“ und Beginn der kontinuierlichen Arbeit mit dem Bücherbus in Nicaragua in Fabriken, Gefängnissen, Sozialstationen und mit Kindern auf dem Land.
- 1992, August: Gründung des gemeinnützigen Frankfurter Vereins „Ein Bücherbus in Nicaragua e.V.“
- 1993, Oktober: Gründung der Deutsch-Nicaraguanischen Bibliothek in den Räumen der Friedrich Ebert Stiftung in Managua.
- 1995: Kauf des neuen Bücherbusses, Marke „Toyota“, als Ersatz des alten „Robur“.
- 1998, März: Gründung der nicaraguanischen gemeinnützigen Nicht-Regierungs-Organisation Asociación Alemana – Nicaraguense de Cultura „Bertolt Brecht“, ANAC.
- 1998, 8. September: Verleihung des Bundesverdienstkreuzes an die Initiatorin des Projektes Elisabeth Zilz in Frankfurt am Main.
- 2000: Schenkung eines Grundstücks durch die Stadt Managua zur Errichtung der Deutsch – Nicaraguanischen Bibliothek in Managua.
- 2001, 16. März: Einweihung der neuen Bibliothek im Stadtteil Linda Vista.
- 2008, Januar: Verleihung des Ordens „Rubèn Darìo“, eine der höchsten Auszeichnungen Nicaraguas, an Elisabeth Zilz
- 2009: Der gemeinnützige Verein Pan y Arte e.V. mit Sitz in Münster übernimmt vom Frankfurter Verein „Ein Bücherbus in Nicaragua“ e.V. die Finanzierung des Projekts.